# The Winter of '88
The Winter of '88 är ett album av Johnny Winter, utgivet 1988.

## Låtlista
1. "Close to Me" (Jerry Lynn Williams) - 4:33
2. "Rain" (Dan Daley) - 5:27
3. "Stranger Blues" (Elmore James/Morris Levy/Clarence Lewis) - 4:07
4. "Ain't It Just Like a Woman" (Claude Demitrius/Fleecie Moore) - 2:57
5. "World of Contradictions" (Johnny Winter) - 4:18
6. "Lightning" (Fred James/Bleu Jackson) - 5:43
7. "Looking for Trouble" (Tom Larsen) - 3:56
8. "Show Me" (Jerry Lynn Williams) - 4:45
9. "Anything for Your Love" (Jerry Lynn Williams) - 4:02
10. "Look Away" (Terry Manning) - 5:57
Bonusspår på cd-utgåva
11. "Mother Earth" (Peter Chatman/Lewis Simpkins) - 5:48
12. "It'll Be Me" (Jack Clement) - 2:30

## Medverkande
- Johnny Winter - gitarr och sång
- Jon Paris -  basgitarr och munspel
- Tom Compton - trummor
- William Brown - sång på "Close to Me"
- Lester Snell - keyboards på "Anything for Your Love"
- Terry Manning - keyboards och sång